# Burlingame (Californië)
Burlingame is een plaats (city) in de Amerikaanse staat Californië, en valt bestuurlijk gezien onder San Mateo County.

## Demografie
Bij de volkstelling in 2000 werd het aantal inwoners vastgesteld op 28.158.
In 2006 is het aantal inwoners door het United States Census Bureau geschat op 27.573, een daling van 585 (-2.1%).

## Geografie
Volgens het United States Census Bureau beslaat de plaats een oppervlakte van
15,6 km², waarvan 11,2 km² land en 4,4 km² water.

## Plaatsen in de nabije omgeving
De onderstaande figuur toont nabijgelegen plaatsen in een straal van 16 km rond Burlingame.

## Geboren
- Ben Eastman (19 juli 1911), atleet